# ۱۴۲۳ (قمری)
۱۴۲۳ (قمری)، هزار و چهارصد و بیست و سومین سال در گاه‌شماری هجری قمری قراردادی و کبیسه است. اول محرم این سال برابر با پانزدهم مارس سال ۲۰۰۲ میلادی است.

## وابسته
- مؤسسه تحقیقات و نشر معارف اهل البیت